# 中野文門
中野 文門（なかの ぶんもん、1901年3月30日 - 1988年10月9日）は、日本の政治家。神戸市会議員、兵庫県議会議員、参議院議員（2期）を歴任した。政界引退後は神戸森学園（現在の神戸学院）理事長を務めた。寺院の出身で、福海寺住職の経歴も持つ。

## 来歴
大分県大分郡鶴崎町（現・大分市鶴崎）に、東厳寺住職の長男として生まれる。
1927年に日本大学専門部社会科を卒業後、東京府職員となる。1933年、神戸市会議員に当選。その後、戦争を挟み、神戸市会議員と兵庫県議会議員を同時に務める。（当時は市議と県議の兼任が可能であった。）神戸市会では1947年、兵庫県議会では1955年にそれぞれ議長に就任した。
義務教育を無償とすべきであるとの信念に基づき、清瀬一郎を弁護士として憲法違反訴訟を展開し、大審院で勝訴した。この訴訟は後にその精神が生かされ、現在の義務教育無償化・教科書無償給与制度の元となる。)しかしこの判決が為政者の逆鱗に触れ、三十半ばの神戸市会議員現職のまま現役応召をうけ、陸軍曹長として中国大陸各地を転戦し、政治家としての活動を中断せざるを得なかった。
戦後は戦災で荒廃した神戸市の復興に努め、都市計画整理事業で活躍する。その間、1948年には福海寺の住職に就任。宗教分野において神戸市・兵庫県・文部省・文化庁等とのパイプ役となり、神戸市佛教連合会会長、兵庫県佛教会会長を長きに渡り務める。
1956年の第4回参議院議員通常選挙に兵庫県選挙区から自由民主党公認で立候補して当選、以後2期務めた。参議院では内閣委員長（1959年）・農林水産政務次官（1961年）・文教委員長（1962年）・文部政務次官（1965年）
の役職に就任している。1968年に政界を引退。1971年勲二等旭日重光章を受章。
神戸学院大学発足に当たっては文部政務次官として支援をおこなった。1973年には神戸学院大学を運営する学校法人神戸森学園（現・学校法人神戸学院）の理事長に就任し、死去直前の1988年まで務めている。
1988年10月9日死去。没後、正四位に叙せられた。